# تورنس، دونبارتونشر شرقی
تورنس (به انگلیسی: Torrance) یک روستا در بریتانیا است که در اسکاتلند واقع شده‌است. تورنس ۲٬۳۷۰ نفر جمعیت دارد.